# Medalla Picasso
La Medalla Picasso es un galardón otorgado por la UNESCO a personalidades relevantes del mundo del arte y la cultura.
Este premio se instituyó en 1981 para celebrar el centenario del nacimiento de Pablo Picasso. Con motivo del evento, se organizó en París un simposio internacional dedicado al artista español, que quedó reflejado en un libro y un número especial de El Correo de la UNESCO dedicado al pintor. La idea del premio se había gestado un año antes, cuando la Conferencia General de la UNESCO aprobó crear este galardón teniendo en cuenta «el gran impacto y la significación universal de la obra de Picasso en la evolución y transformación del arte contemporáneo». Cabe señalar que la UNESCO cuenta desde 1958 con un mural de Picasso titulado La caída de Ícaro, situado en el gran vestíbulo del Edificio de Conferencias de la sede de la Unesco en París. 
La medalla fue diseñada por Joan Miró, y realizada por Joan Gardy Artigas. El anverso de la medalla lleva inscrito el lema Pablo Picasso – Málaga – 25.X.1881 y, según palabras del propio Miró, «tiene en el centro un ojo, fijo y alerta, rodeado de inscripciones mágicas y musicales, como el ojo de Picasso». El reverso contiene un paisaje desértico, un árbol, una estrella y la firma de Miró.